# Telectadium edule
Telectadium edule är en oleanderväxtart som beskrevs av H. Baill.. Telectadium edule ingår i släktet Telectadium och familjen oleanderväxter. Inga underarter finns listade i Catalogue of Life.